# Fußball-Regionalliga
Fußball-Regionalliga – czwarta w hierarchii liga w systemie rozgrywek piłki nożnej w Niemczech, która obecnie składa się z 5 grup. Jest to odpowiednik polskiej III ligi. Pomiędzy 1963 a 1974 Regionalliga była 2. ligą piłkarską, później przez 20 lat nie istniała aż w 1994 utworzono ją na nowo jako 3. ligę. Od sezonu 2008/2009 jest to 4. liga.

## Historia

### 1963–1974
W latach 1963–1974 Regionalliga była 2. poziomem rozgrywek piłki nożnej w Niemczech, która składała się z 5 grup:
- Regionalliga Nord (Północ) – która obejmowała kraje związkowe: Dolna Saksonia, Szlezwik-Holsztyn, Brema i Hamburg.
- Regionalliga West (Zachód) – która obejmowała kraj związkowy: Nadrenia Północna-Westfalia.
- Regionalliga Südwest (Południowy Zachód) – która obejmowała kraje związkowe: Nadrenia-Palatynat i Saara.
- Regionalliga Süd (Południe) – która obejmowała kraje związkowe: Bawaria, Badenia-Wirtembergia i Hesja.
- Regionalliga Berlin – która obejmowała kraj związkowy: Berlin Zachodni.

Mistrz i wicemistrz każdej grupy (Regionalliga Berlin tylko mistrz) grał w barażu o dwa miejsca premiowane awansem do Bundesligi, zaś najsłabsze drużyny z każdej grupy spadały do Amateurligi. Rozgrywki trwały 11 sezonów i w 1974 roku zostały zastąpione przez 2. Bundesligę.

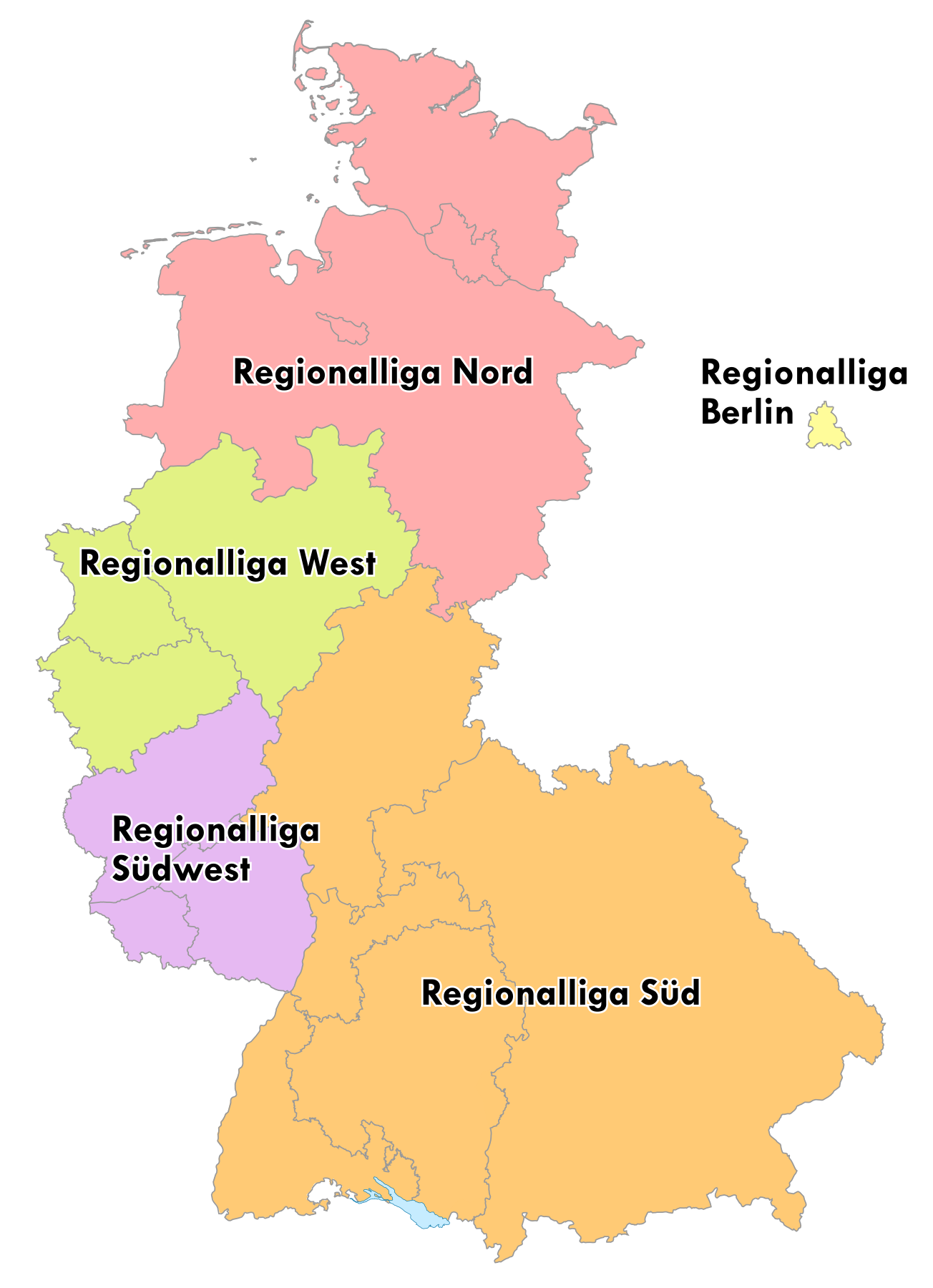
Regionalliga 1963 – 1974

| Sezon   | Nord                | West                     | Südwest              | Süd                  | Berlin                  | Awans z 2. miejsca            |
| ------- | ------------------- | ------------------------ | -------------------- | -------------------- | ----------------------- | ----------------------------- |
| 1963/64 | FC St. Pauli        | Alemannia Aachen         | Borussia Neunkirchen | KSV Hessen Kassel    | SC Tasmania 1900 Berlin | Hannover 96 (gr. Nord)        |
| 1964/65 | Holstein Kiel       | Borussia Mönchengladbach | 1. FC Saarbrücken    | Bayern Monachium     | Tennis Borussia Berlin  | –                             |
| 1965/66 | FC St. Pauli        | Fortuna Düsseldorf       | FK Pirmasens         | 1. FC Schweinfurt 05 | Hertha BSC              | Rot-Weiss Essen (gr. West)    |
| 1966/67 | Arminia Hannover    | Alemannia Aachen         | Borussia Neunkirchen | Kickers Offenbach    | Hertha BSC              | –                             |
| 1967/68 | Arminia Hannover    | Bayer 04 Leverkusen      | SV Alsenborn         | Bayern Hof           | Hertha BSC              | Kickers Offenbach (gr. Süd)   |
| 1968/69 | VfL Osnabrück       | Rot-Weiss Oberhausen     | SV Alsenborn         | Karlsruher SC        | Hertha 03 Zehlendorf    | Rot-Weiss Essen (gr. West)    |
| 1969/70 | VfL Osnabrück       | VfL Bochum               | SV Alsenborn         | Kickers Offenbach    | Hertha 03 Zehlendorf    | Arminia Bielefeld (gr. West)  |
| 1970/71 | VfL Osnabrück       | VfL Bochum               | Borussia Neunkirchen | 1. FC Nürnberg       | SC Tasmania 1900 Berlin | Fortuna Düsseldorf (gr. West) |
| 1971/72 | FC St. Pauli        | Wuppertaler SV           | Borussia Neunkirchen | Kickers Offenbach    | Wacker 04 Berlin        | –                             |
| 1972/73 | FC St. Pauli        | Rot-Weiss Essen          | 1. FSV Mainz 05      | SV Darmstadt 98      | Blau-Weiss 90 Berlin    | SC Fortuna Köln (gr. West)    |
| 1973/74 | Eintracht Brunszwik | SG Wattenscheid 09       | Borussia Neunkirchen | FC Augsburg          | Tennis Borussia Berlin  | –                             |

### 1994–2000

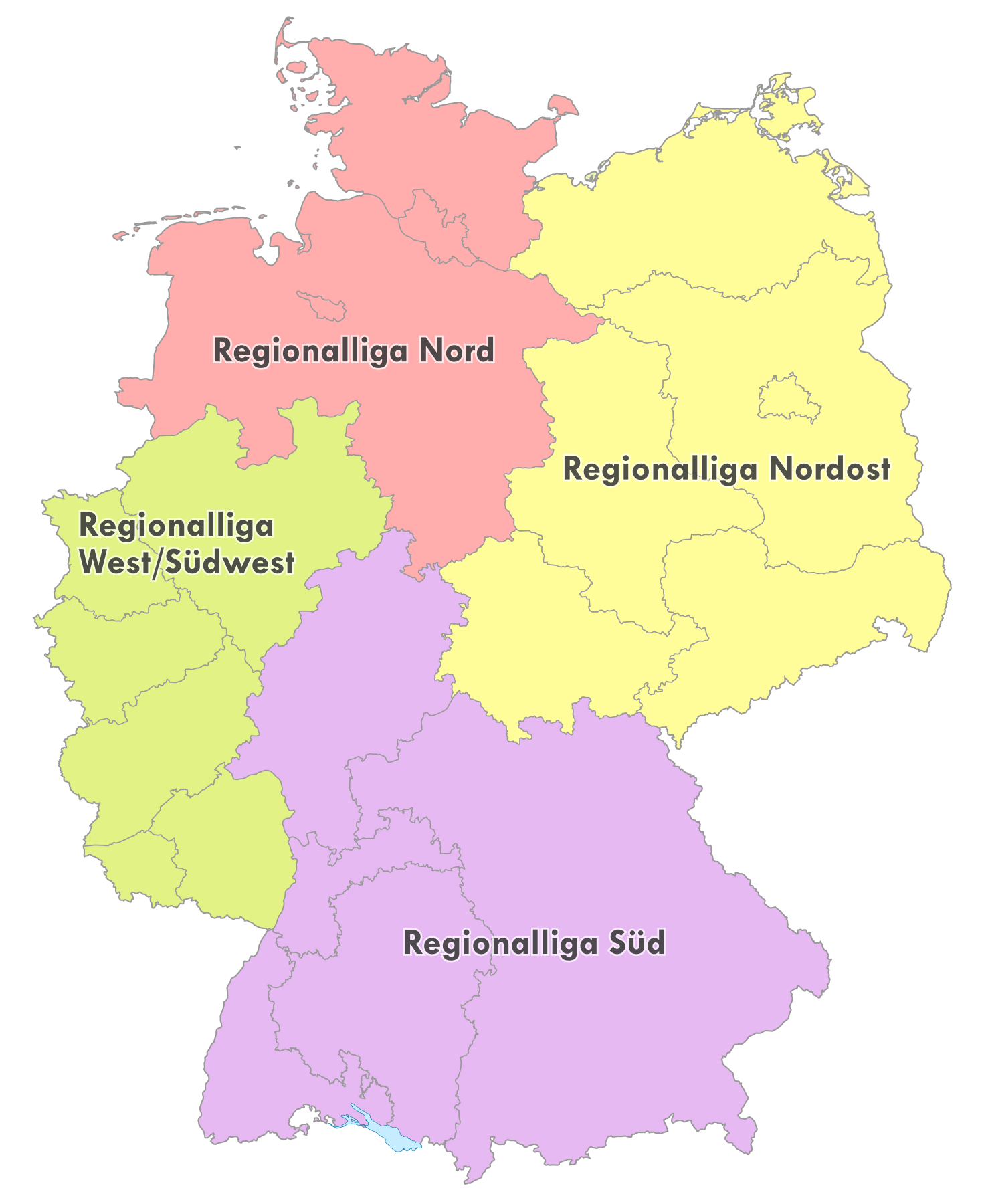
Regionalliga 1994 – 2000

W latach 1994–2000 Regionalliga była 3. poziomem rozgrywek piłki nożnej w Niemczech, która składała się z 4 grup:
- Regionalliga Nord (Północ) – która obejmowała kraje związkowe: Dolna Saksonia, Szlezwik-Holsztyn, Brema i Hamburg.
- Regionalliga West/Südwest (Zachód/Południowy Zachód) – która obejmowała kraje związkowe: Nadrenia Północna-Westfalia, Nadrenia-Palatynat i Saara.
- Regionalliga Süd (Południe) – która obejmowała kraje związkowe: Bawaria, Badenia-Wirtembergia i Hesja.
- Regionalliga Nordost (Północny Wschód) – która obejmowała kraje związkowe: Berlin, Brandenburgia, Meklemburgia-Pomorze Przednie, Saksonia, Saksonia-Anhalt i Turyngia.

Mistrz każdej grupy awansował do 2. Bundesligi, zaś najsłabsze drużyny z każdej grupy spadały do Oberligi. Rozgrywki trwały 6 sezonów i w 2000 roku zostały połączone w dwie grupy: Północ i Południe.
| Sezon   | Nord          | West/Südwest         | Süd                 | Nordost                | Awans z 2. miejsca                 |
| ------- | ------------- | -------------------- | ------------------- | ---------------------- | ---------------------------------- |
| 1994/95 | VfB Lübeck    | Arminia Bielefeld    | SpVgg Unterhaching  | FC Carl Zeiss Jena     | –                                  |
| 1995/96 | VfB Oldenburg | FC Gütersloh         | Stuttgarter Kickers | Tennis Borussia Berlin | Rot-Weiss Essen (gr. West/Südwest) |
| 1996/97 | Hannover 96   | SG Wattenscheid 09   | 1. FC Nürnberg      | Energie Cottbus        | SpVgg Greuther Fürth (gr. Süd)     |
| 1997/98 | Hannover 96   | Rot-Weiss Oberhausen | SSV Ulm 1846        | Tennis Borussia Berlin | –                                  |
| 1998/99 | VfL Osnabrück | Alemannia Aachen     | SV Waldhof Mannheim | Chemnitzer FC          | Kickers Offenbach (gr. Süd)        |
| 1999/00 | VfL Osnabrück | 1. FC Saarbrücken    | SSV Reutlingen 05   | 1. FC Union Berlin     | LR Ahlen (gr. West/Südwest)        |

### 2000–2008

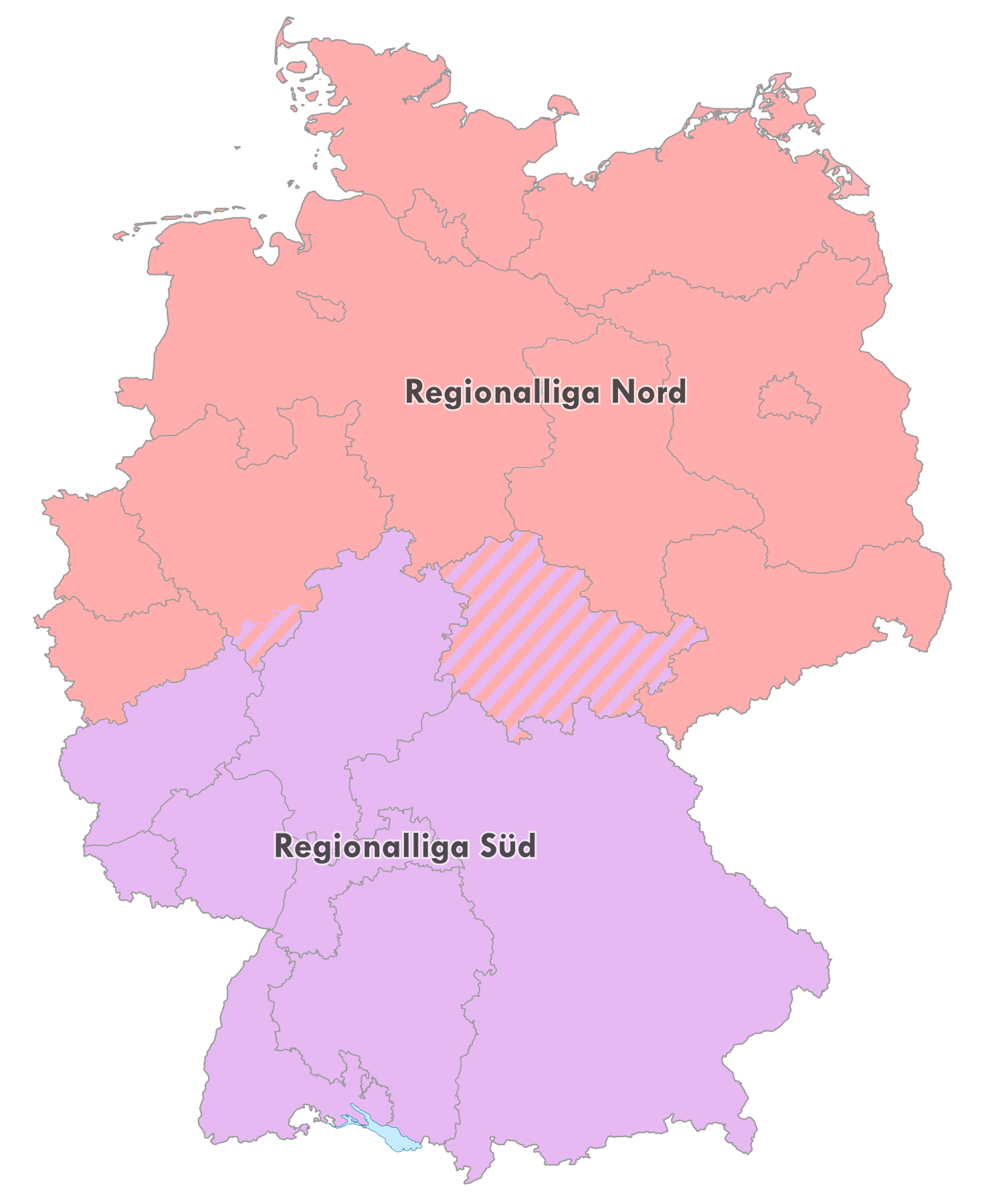
Regionalliga 2000 – 2008

W latach 2000–2008 Regionalliga była także 3. poziomem rozgrywek piłki nożnej w Niemczech, która składała się z 2 grup:
- Regionalliga Nord (Północ) – która obejmowała północną część Niemiec.
- Regionalliga Süd (Południe) – która obejmowała południową część Niemiec.

Mistrz i wicemistrz każdej grupy awansował do 2. Bundesligi, zaś najsłabsze drużyny z każdej grupy spadały do Oberligi. Rozgrywki trwały 8 sezonów i w 2008 roku po utworzeniu 3. Ligi zostały przesunięte na 4. poziom rozgrywek.
| Sezon   | Nord                | Süd                  | Awans z 2. miejsca                                                                              |
| ------- | ------------------- | -------------------- | ----------------------------------------------------------------------------------------------- |
| 2000/01 | 1. FC Union Berlin  | Karlsruher SC        | SV Babelsberg 03 (gr. Nord) i 1. FC Schweinfurt 05 (gr. Süd, 3. miejsce)                        |
| 2001/02 | VfB Lübeck          | SV Wacker Burghausen | Eintracht Brunszwik (gr. Nord) i Eintracht Trewir (gr. Süd)                                     |
| 2002/03 | FC Erzgebirge Aue   | SpVgg Unterhaching   | VfL Osnabrück (gr. Nord) i Jahn Regensburg (gr. Süd)                                            |
| 2003/04 | Rot-Weiss Essen     | Bayern Monachium Am. | Dynamo Dresden (gr. Nord), Rot-Weiss Erfurt (gr. Süd) i 1. FC Saarbrücken (gr. Süd, 3. miejsce) |
| 2004/05 | Eintracht Brunszwik | Kickers Offenbach    | SC Paderborn 07 (gr. Nord) i Sportfreunde Siegen (gr. Süd)                                      |
| 2005/06 | Rot-Weiss Essen     | FC Augsburg          | FC Carl Zeiss Jena (gr. Nord) i TuS Koblenz (gr. Süd)                                           |
| 2006/07 | FC St. Pauli        | SV Wehen Wiesbaden   | VfL Osnabrück (gr. Nord) i TSG 1899 Hoffenheim (gr. Süd)                                        |
| 2007/08 | Rot-Weiss Ahlen     | FSV Frankfurt        | Rot-Weiss Oberhausen (gr. Nord) i FC Ingolstadt 04 (gr. Süd)                                    |

### 2008–2012

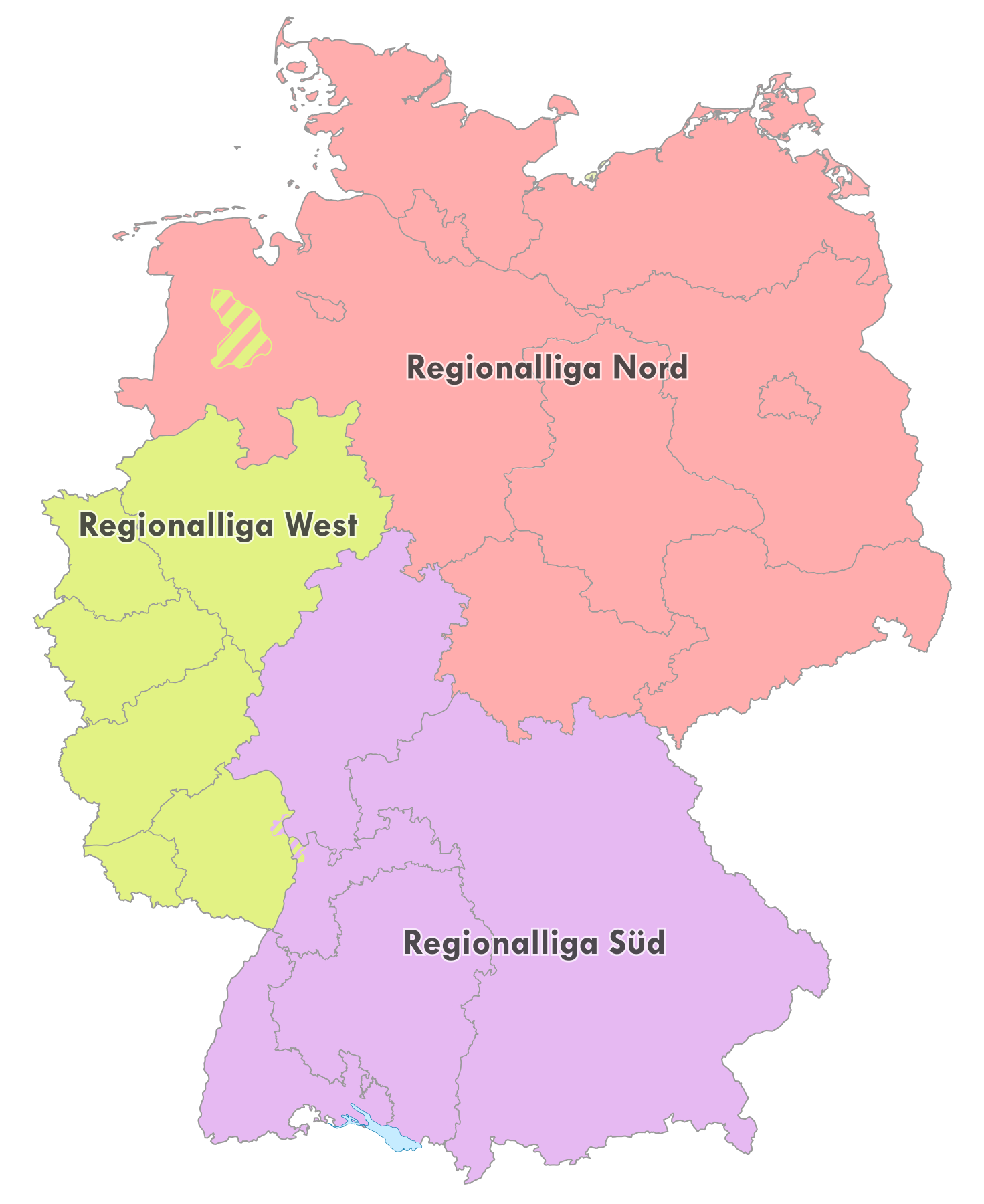
Regionalliga 2008 – 2012

W latach 2008–2012 Regionalliga była 4. poziomem rozgrywek piłki nożnej w Niemczech, która składała się z 3 grup:
- Regionalliga Nord (Północ) – która obejmowała kraje związkowe: Dolna Saksonia, Szlezwik-Holsztyn, Brema, Hamburg, Berlin, Brandenburgia, Meklemburgia-Pomorze Przednie, Saksonia, Saksonia-Anhalt i Turyngia.
- Regionalliga West (Zachód) – która obejmowała kraje związkowe: Nadrenia Północna-Westfalia, Nadrenia-Palatynat i Saara.
- Regionalliga Süd (Południe) – która obejmowała kraje związkowe: Bawaria, Badenia-Wirtembergia i Hesja.

Mistrz każdej grupy awansował do 3. Ligi, zaś najsłabsze drużyny z każdej grupy spadały do Oberligi. Rozgrywki trwały 4 sezony i w 2012 roku zostały dodane 2 nowe grupy: Bayern i Nordost.
| Sezon   | Nord             | West                 | Süd                 |
| ------- | ---------------- | -------------------- | ------------------- |
| 2008/09 | Holstein Kiel    | Borussia Dortmund II | 1. FC Heidenheim    |
| 2009/10 | SV Babelsberg 03 | 1. FC Saarbrücken    | VfR Aalen           |
| 2010/11 | Chemnitzer FC    | Preußen Münster      | SV Darmstadt 98     |
| 2011/12 | Hallescher FC    | Borussia Dortmund II | Stuttgarter Kickers |

### Od 2012

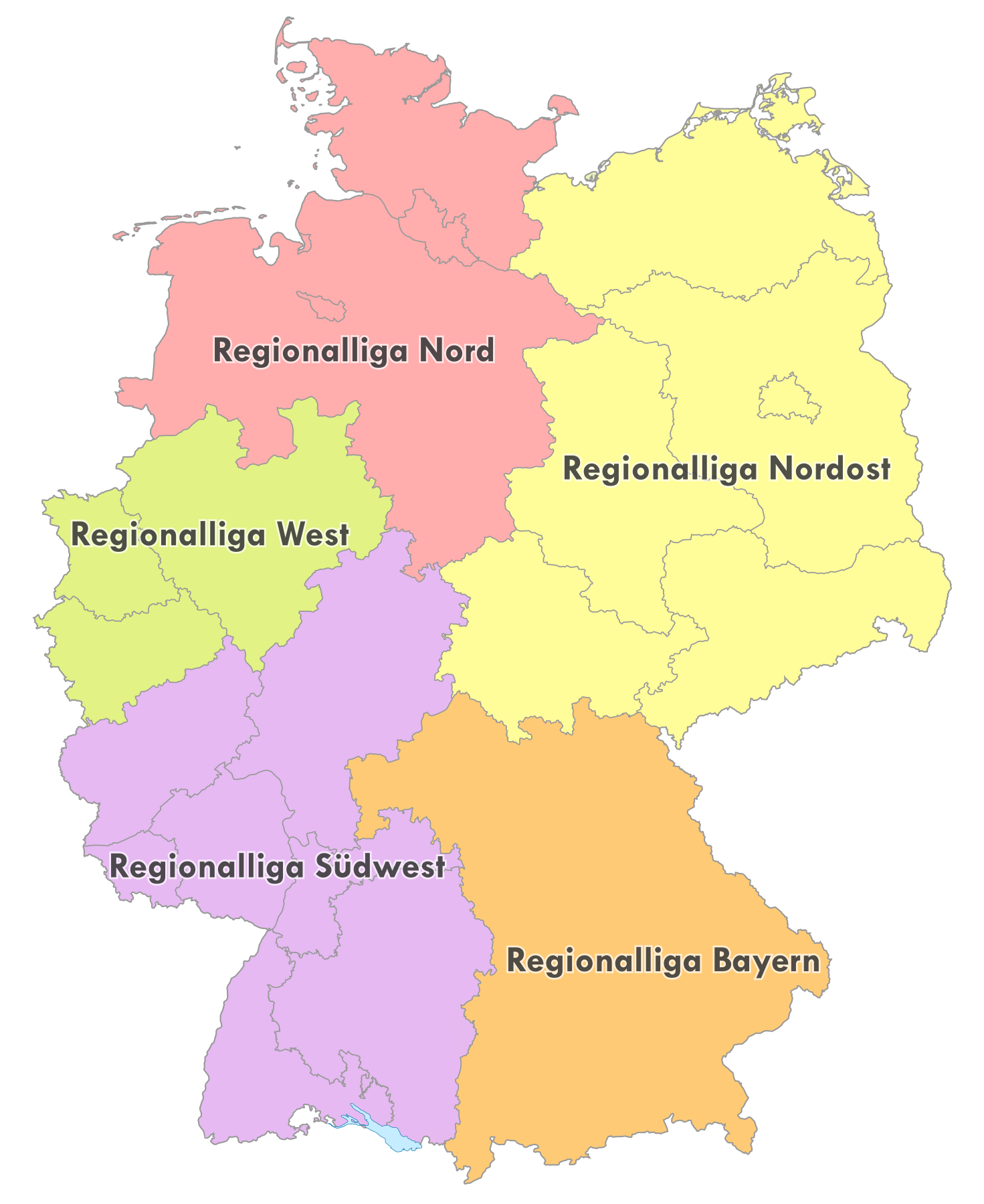
Regionalliga od 2012 roku

Od 2012 roku Regionalliga jest także 4. poziomem rozgrywek piłki nożnej w Niemczech, ale składa się z 5 grup:
- Regionalliga Nord (Północ) – która obejmuje kraje związkowe: Dolna Saksonia, Szlezwik-Holsztyn, Brema i Hamburg.
- Regionalliga Nordost (Północny Wschód) – która obejmuje kraje związkowe: Berlin, Brandenburgia, Meklemburgia-Pomorze Przednie, Saksonia, Saksonia-Anhalt i Turyngia.
- Regionalliga West (Zachód) – która obejmuje kraj związkowy: Nadrenia Północna-Westfalia.
- Regionalliga Südwest (Południowy Zachód) – która obejmuje kraje związkowe: Nadrenia-Palatynat, Saara, Badenia-Wirtembergia i Hesja.
- Regionalliga Bayern (Bawaria) – która obejmuje kraj związkowy: Bawaria.

Do 3. Ligi awansują trzy drużyny wyłonione w barażach, w których uczestniczą zwycięzcy każdej grupy oraz wicemistrz grupy Südwest. Ostatnie drużyny z każdej grupy degradowane są do Oberligi.
Od sezonu 2018/2019 zmieniono format. W wyniku losowania mistrzowie trzech grup awansują do 3. Ligi, a dwóch pozostałych zwycięzców grup gra baraż o czwarte premiowane miejsce.
| Sezon   | Nord                   | Nordost                 | West                        | Südwest                 | Bayern                | Awans z 2. miejsca (Südwest)    |
| ------- | ---------------------- | ----------------------- | --------------------------- | ----------------------- | --------------------- | ------------------------------- |
| 2012/13 | Holstein Kiel          | RB Leipzig              | Sportfreunde Lotte          | KSV Hessen Kassel       | TSV 1860 Monachium II | SV 07 Elversberg                |
| 2013/14 | VfL Wolfsburg II       | TSG Neustrelitz         | SC Fortuna Köln             | SG Sonnenhof Großaspach | Bayern Monachium II   | 1. FSV Mainz 05 II (3. miejsce) |
| 2014/15 | Werder Brema II        | 1. FC Magdeburg         | Borussia Mönchengladbach II | Kickers Offenbach       | Würzburger Kickers    | 1. FC Saarbrücken               |
| 2015/16 | VfL Wolfsburg II       | FSV Zwickau             | Sportfreunde Lotte          | SV Waldhof Mannheim     | SSV Jahn Ragensburg   | SV Elversberg                   |
| 2016/17 | SV Meppen              | FC Carl Zeiss Jena      | FC Viktoria Köln            | SV Elversberg           | SpVgg Unterhaching    | SV Waldhof Mannheim             |
| 2017/18 | SC Weiche Flensburg 08 | Energie Cottbus         | KFC Uerdingen               | 1. FC Saarbrücken       | TSV 1860 Monachium    | SV Waldhof Mannheim             |
| 2018/19 | VfL Wolfsburg II       | Chemnitzer FC           | FC Viktoria Köln            | Waldhof Mannheim        | Bayern Monachium II   | ---                             |
| 2019/20 | VfB Lübeck             | Lokomotive Lipsk        | SC Verl                     | 1. FC Saarbrücken       | Türkgücü Monachium    | ---                             |
| 2020/21 | TSV Havelse            | FC Viktoria 1889 Berlin | Borussia II Dortmund        | SC Freiburg II          | 1. FC Schweinfurt 05  | ---                             |
| 2021/22 | VfB Oldenburg          | BFC Dynamo              | Rot-Weiss Essen             | SV 07 Elversberg        | SpVgg Bayreuth        | ---                             |
| 2022/23 | VfB Lübeck             | Energie Cottbus         | Preußen Münster             | SSV Ulm 1846            | SpVgg Unterhaching    | ---                             |
| 2023/24 | Hannover 96 II         | Energie Cottbus         | Alemannia Aachen            | VfB Stuttgart II        | Würzburger Kickers    | ---                             |
| 2024/25 | TSV Havelse            | Lokomotive Lipsk        | MSV Duisburg                | TSG 1899 Hoffenheim II  | 1. FC Schweinfurt 05  | ---                             |